# Macrostylis cerritus
Macrostylis cerritus is een pissebed uit de familie Macrostylidae. De wetenschappelijke naam van de soort is voor het eerst geldig gepubliceerd in 2009 door Vey & Brix.